# 张庄镇 (商水县)
张庄镇，原为张庄乡，是中华人民共和国河南省周口市商水县下辖的一个乡镇级行政单位。2020年6月，撤乡设镇，现区划代码为411623112。

## 行政区划
张庄镇下辖以下地区：
大郭庄村、城上村、城下村、齐跪台村、南陵村、訾周庄村、东门外村、后张坡村、徐庄村、西高庄村、东屈庄村、八里王村、大姜楼村、唐庄村、双庙村、李寨村、赵棚村、王岗村、小河湾村、杨九庄村、杨湖村、刘村、西姜庄村、张庄村、北王庄村、杨单庄村和葛岗村。